# Шейдеман, Евгений Михайлович
Евге́ний Миха́йлович Шейдеман (1846 — после 1917) — русский офицер и общественный деятель, член III Государственной думы от Полтавской губернии.

## Биография

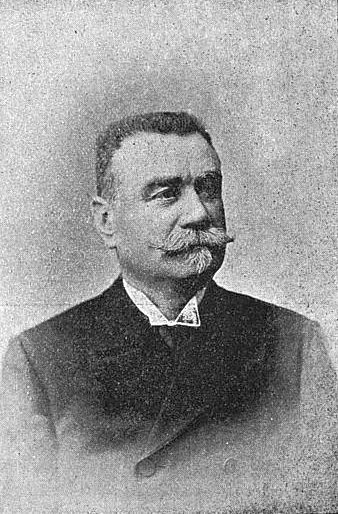
Е. М. Шейдеман

Православный. Из потомственных дворян Полтавской губернии. Землевладелец Константиноградского уезда (1000 десятин).
Окончил Петровский Полтавский кадетский корпус (1864) и Михайловское артиллерийское училище (1867), выпущен подпоручиком. Вскоре вышел в отставку и в 1868 году поступил в Санкт-Петербургский технологический институт. Через два года был уволен из института за участие в беспорядках без права поступления в высшие учебные заведения.
Поступил на сахарный завод в Волчанском уезде Харьковской губернии. Через четыре года перешел на службу в Карловское имение великой княгини Елены Павловны, впоследствии перешедшее герцогам Мекленбург-Стрелицким. С 1883 года бессменно состоял главноуправляющим имения. Дослужился до чина коллежского советника.
Кроме того, занимался общественной деятельностью: избирался гласным Константиноградского уездного и Полтавского губернского земств, почетным мировым судьей по Константиноградскому уезду и уездным предводителем дворянства (1909—1910). Состоял почетным членом дирекции Полтавского отделения Русского музыкального общества.
В 1907 году был избран в члены III Государственной думы от съезда землевладельцев Полтавской губернии. Входил во фракцию «Союза 17 октября», с 3-й сессии — в группу правых октябристов. Состоял председателем комиссии по хлопководству, товарищем председателя сельскохозяйственной комиссии, а также членом комиссий: бюджетной, о мерах по борьбе с пожарами, о неприкосновенности личности, по государственной обороне, по переселенческому делу, о торговле и промышленности. Был председателем 3-го отдела ГД.
Судьба после 1917 года неизвестна. Был женат.